# Fotoptica
A Fotoptica (após 2007 Fototica e depois GrandVision) é uma empresa varejista de óptica do Brasil.

## História
Fundada em 1920 em São Paulo pelo húngaro Desidério Farkas (Farkas Dezső) e um irmão, foi dirigida posteriormente pelo filho de Desidério, Thomas Farkas.
Na década de 1980, iniciou as revelações de filmes fotográficos em apenas uma hora.
Em 1997, a empresa foi adquirida por um fundo de investimentos e, em 2007, pela Hal Investiments BV. No ano seguinte, em 2008, adotou um novo logotipo e retirou a letra "P" do nome, passando a dedicar-se apenas à venda de óculos. Posteriormente, adotou o nome Ótica GrandVision by Fototica.
A empresa tem mais de 119 lojas.